# Fogyatékosellenesség
A fogyatékosellenesség, angolul ableism vagy disablism, egy angol eredetű kifejezés, amit az Amerikai Egyesült Államokban a fogyatékosok jogaiért és megbecsüléséért küzdő szervezetek vetettek fel.
A fogyatékosellenesség leértékeli a fogyatékos személyeket ép társaikkal szemben, és ellenségesen vagy éppen atyáskodóan viselkedik, gyámolításra szorulóknak tartja őket. Diszkriminál, elnyom. Előítéletes, az egyes fogyatékossági kategóriáknak, az ezeket viselő embereknek közös tulajdonságokat, képességeket tulajdonít, vagy vitat el tőlük. Az előítéletekkel, sztereotípiákkal igazolja a diszkrimináció jogosultságát. Előítéleteit az azoknak ellentmondó kampány hatására sem vetkőzi le, és diszkriminál egy vagy több fogyatékossági típust, korlátozza cselekvésében, mivel előítéletei alapján ezt helyesnek gondolja. Összehasonlítható más diszkriminációkkal, mint a szexizmussal és rasszizmussal.
A fogyatékosellenesek szerint társadalmi méretekben a fogyatékosok kevésbé értékesek a társadalom számára, vagy kevésbé emberiek. A 20. század elejének eugenetikai mozgalma a fogyatékosellenesség elterjedésének példája. A német náci kormány által vezérelt fogyatékosok ellen irányuló tömeges gyilkosság és sterilizáció a fogyatékosellenesség extrém példája.
Az angol nyelvben több típus számára alkottak megfelelő kifejezést. A mentális betegekkel szemben mentalizmust, a siketekkel és nagyothallókkal szemben audizmust (nem tévesztendő össze az autizmussal). Nem korlátozódik az épekre; például egy mozgássérült apa arra taníthatja a lányát, hogy a beszédhiba értelmi fogyatékosságot jelez, és az értelmi fogyatékosokat szabad bántani akár szavakkal, akár pofonokkal. Ahol is az áldozat tulajdonképpen Asperger-szindrómás, kiemelkedő értelmi képességekkel.
A fogyatékosellenesség ellen nyelvi eszközökkel is próbálnak küzdeni, például annak kiemelésével, hogy az illető nem azonos az általa viselt állapottal. Innen ered például a fogyatékossággal élő személy kifejezés is. Ez ellen néha egyes fogyatékos csoportok, érdekképviseletek tiltakoznak. Valóban vannak olyan szavak, amik régebben pontos orvosi meghatározások voltak, de mára sértővé váltak. Ilyenek például a hülye, a süket, a süketnéma, a világtalan és a béna szavak. Van, amikor a többség és a csoport nem egyezik meg abban, hogy melyik szó vagy kifejezés sértő. Egyes esetekben egy sor megnevezést is sértőnek találnak, és elutasítanak, aminek eredményeként a többség sértődékenynek találja a kisebbséget, aminek semmi sem jó. Ez rontja a kapcsolatot, és kihat például az akadálymentesítésre is.

## Definíció
A fogyatékosellenességre Fiona A. Kumari Campbell, a Griffith Egyetem (Brisbane, Ausztrália) docense szerint nincs a szakirodalomban egyértelmű meghatározás. Az ő definíciója szerint: Meggyőződések, gyakorlatok és folyamatok összessége, amelyek a test és az én meghatározott ideálját hozza létre, ezt tökéletesnek, fajtipikusnak, lényegileg és teljesen emberinek állítja be. Tehát a fogyatékosság az ember volt csökkenését, alsóbbrendűségét jelenti.
Vera Chouinard, a McMaster Egyetem professzora (Hamilton (Ontario), Kanada) szerint: Meggyőződések, gyakorlatok, intézmények és társas kapcsolatok halmaza, amelyek az ép állapottól kiindulva a fogyatékos személyeket kirekesztett és messzemenően idegen lényekként határozza meg. Ron Amundson, a Hawaii Egyetem (Hilo) professzora és Gayle Taira szerint: Ez egy tan, ami a sérüléseket tévesen belsőnek és magától értetődően szörnyűnek állítja be, és az azt viselőt teszi felelőssé érte.
Harpur, a Griffith Egyetem tudományos munkatársa amellett érvel, hogy a fogyatékosellenesség egy hatalmi etikett, ami negatív sztereotípiákat sorakoztat fel, és a figyelmet a fogyatékosságról és a fogyatékos személyről a diszkrimináló személyre irányítja, hogy megkönnyítse a kulturális változást.
A fogyatékosellenesség lehet a tágabban értelmezett ableism speciális esete, ami az ember értékét teljesítőképességétől, teljesítményétől teszi függővé. Tehát minél többet, minél jobban tud teljesíteni, annál értékesebb, és minél kevesebbet, annál értéktelenebb. A lista végén az életre méltatlan életek állnak.

## Feltételezései
A fogyatékosellenesség több előítéletet foglalhat magába, ezek közül a legfontosabbak:
- függő (örök gyerek)
- fogadó (sapkával a kézben koldul)
- selejtes, hiányos, funkciózavaros, ezért csökkent értékű lények
- kevésbé teljesítőképes, csökkent értékű munkaerők vagy munkaképtelenek
- szánalomra méltók, szenvedők
- sorstársaik társaságát keresik, és az épekét kerülik (csak bizonyos esetekben igaz)[6]
- bizonyos tulajdonságaik vannak, például egy vaknak azért kiváló az emlékezete, mert vak

## Háttere
Okaként azt nevezik meg, hogy ez az egyén vagy a társadalom egyik lehetséges reakciója egy másik testfelépítésre, képességekre és viselkedésre. Ennek hátterében az az elképzelés áll, hogy az ép test a jóllét és a szerencse kulcsa. A fogalmat a többi diszkriminációval együtt használják.
Nemcsak az ellenségesség tekinthető fogyatékosellenesnek, hanem az atyáskodás is. Ezek az emberek azt hiszik, hogy csak jót tesznek fogyatékos embertársaikkal. Védeni akarják őket és gondoskodni róluk, anélkül, hogy partnernek tekintenék őket, ami gyámkodáshoz vezet. Vannak jelek arra, hogy most már nem a védelem és gondoskodás kell, hogy fontos legyen, hanem az önállóság elérése. Abba a helyzetbe kell őket hozni, hogy normális életet tudjanak élni, amennyire csak lehet. Ez legerősebben a szexhez való jognál látható.

## Következményei
A következmények hasonlóak ahhoz, mintha az illető tájékozatlan lenne, de érezhető benne rosszindulat is.
A személyes viselkedésben:
- távolságtartás, kapcsolatkerülés
- úgy beszél a fogyatékos személyről, mintha nem lenne ott
- ha mégis szól hozzá, akkor azonnal tegezni kezdi, vagy keresztnéven szólítja
- gyerekként kezeli őket, túlhajtja a dicséretet; a teljesítményt a fogyatékosság miatt különlegesnek, hihetetlennek találja[8]
- egy nőnek, aki sokat nevetett, azt mondták: Jó, hogy még tud nevetni, mert semmi oka rá.
- alsóbbrendűnek tekintés
- atyáskodás, sajnálkozó tekintetek, feltűnő megjegyzések, tettlegesség
- rombolja a fogyatékos emberek önképét

A fogyatékos címkével egy nem nyert helyzet adódik. Ha valaki megfelel a klisének, akkor ő egy szerencsétlen, szomorú lény, akinek aranyból van a szíve, akitől hála várható, és aki rászorul az emberszeretetre és együttérzésre. Ha nem felel meg ennek, akkor egy ritka, különleges esetről van szó, ami csodálatra méltó.
A társadalomban:
- Elkülönítés, intézetbe zárás, gondnokság alá vétel (például a Gyámhivatal azt hiszi, hogy egy autistának biztos nincsenek kapcsolatai)
- Akadálymentesítés hiánya. De általában csak azért hiányzik, mert nem gondolnak rá, vagy gazdaságtalannak tartják.[9] A Betonfej díj (Betonkopf) az Allgemeinen Behindertenverband Land Brandenburg e.V. (ABB) által odaítélt negatív díj, amit nem akadálymentesített építményeknek ad.[10][11]
- Média, tömegkommunikáció

Hagyományosan a mesékben a gonoszok csúnyák, a jók szépek. Nem arról van szó, hogy a jellem formálja a testbeszédet, hanem arról, hogy aki csúnya, torz, az nem lehet jó ember. Társítják a félelemmel és erőszakkal is. A gyerekek félelmét a fogyatékos felnőttektől olyan szereplők növelhetik, mint Hook kapitány.
- A fogyatékosokat tehetetlen bábként, rászorulóként kezelik, sajnálatra méltó lények, akik igénylik is a sajnálatot és az együttérzést. A fogyatékosságot teherként értelmezik, a fogyatékosokat koldusként ábrázolják, akik számára kiváltság a koldulás.
- Biztosításoknál plusz kockázatot jelent a fogyatékosság
- Társadalmi nyomás magzatok elhajtására, ha a vizsgálatok szerint valószínűleg fogyatékosnak születnek; ez keresztény szemszögből szintén fogyatékosellenesség

Azokról, akikről felteszik, hogy kevesebbre képesek, mint a többség, azt is felteszik, hogy emiatt szenvednek, ezért segítségre szorulnak, időt, figyelmet, pedagógiai segítséget, gondozást, pénzügyi támogatást igényelnek. Úgy tekintik, hogy használhatatlanok és haszontalanok, ezért elvárják tőlük, hogy hálásak legyenek a segítségért, ami teher a társadalomnak. Nem engedik meg, hogy kritikát fogalmazzanak meg, vagy igényeik legyenek.
Mindezek a viselkedésformák nemcsak feltételezik az inkompetenciát, hanem ki is fejlesztik. Mivel nem kapnak munkát, rászorulókká válnak, így a nekik tulajdonított teljesítőképtelenség megerősítést nyer.
A társadalomban minden ember több szerepet is betölt. Egy ilyen környezet minden más szerepet megtagad a fogyatékosoktól, még a nemi szerepeket is háttérbe szorítja, és úgy gondolkodik róla, mintha nem lenne nemük. Éppen ezért felvetődhetnek olyan kérdések is, hogy: Házasodhat-e, élhet-e szexuális életet, alapíthat-e családot egy fogyatékos?
Azok, akik így gondolkodnak, felsőbbrendűséget tulajdonítanak a többségi testi, értelmi, viselkedésnormáknak megfelelő embereknek, és akik nem felelnek meg ezeknek, alsóbbrendűeknek.
Egyesek szerint ezek a jelenségek a tipikus elnyomásjelenségek közé tartoznak.

### A diszkrimináltak szemszögéből
Birgit Rommelspacher szerint a fogyatékosellenesség nem feltétlenül okozza az énkép torzulását. Fontos, hogy józanul mérlegelve el tudja dönteni, hogy miben akadályozza őt az emberi és az épített környezet: Nem a kerekes szék túl széles, hanem az ajtó túl szűk. Egy további probléma a kétértelműség, amikor a mondatot vagy gesztust többféleképpen is lehet értelmezni, többféle szándékot tulajdonítani neki. A hangsúly sem mindig segít. Például ha valaki egy vaktól Viszontlátásra! köszönéssel búcsúzik, akkor lehet arra gondolni, hogy semmi különös nem történt, csak egyenlően kezelik; de lehet, hogy valaki belül mulat a vakokon, de a hangja nem rezdül meg. Védekezni úgy lehet, ha:
- sikerül azonosítani a diszkriminációt
- meg lehet határozni a valódi okokat
- kihasználni a lehetőségeket a diszkriminációval szembeni védekezésre.

### A diszkriminálók szemszögéből
A diszkrimináció hatása a nem diszkrimináltakra a kiváltsággal való felruházás. Ezt ők maguk nem veszik észre, viszont a diszkrimináltak jól látják, még a vakok is, mert napról napra szembesülnek vele. Nyílt ellenségesség esetén azonban kiváltságaikat aktívan védelmezik. Ennek módjai:
- A hierarchia megerősítése: Ha fogyatékosok aktívan és követelőzve lépnek fel, akkor gyakran korlátaikra hivatkozva felszólítják őket, hogy hagyják abba. Ez akkor is előfordulhat, ha együtt tanulnak épekkel, és legalább olyan jó eredményeket érnek el, mint azok.
- Funkcionalizálás: Bizonytalanságokat és félelmeket hárítanak át a fogyatékosokra. Ha ők ezeket visszautasítják, akkor agresszióra számíthatnak.
- A hatalmi helyzet megfordítása: Elsősorban szélsőjobboldalon működik, a fogyatékosoknak kiváltságként áldozatszerepet tulajdonítanak, és ezt akarják korlátozni.

## Hasonló fogalmak
A fogyatékosellenességet angolul illetik a disablism elnevezéssel is. Gregor Wolbring, a Calgary Egyetem közegészségügyi szolgálat tanszékének professzorasszisztense azonban különbséget tesz a kettő között:
Általános formájában az ableism hittételek, folyamatok és praktikák összessége, amelyek a saját képességeket az én, a test és a fajtársakkal való kapcsolatot tekinti alapvetőnek, és magában foglalja a mások általi érzékelést is. Az ableism bizonyos képességek előnyben részesítésén alapszik, amelyeket alapvetőként vetít ki, miközben a valódi vagy az észlelt eltérést vagy ezeknek a képességeknek hiányát csökkent értékű létállapotként jelöli meg. Ezt gyakran disablism kíséri, ami diszkriminációban, elnyomásban vagy sértő viselkedésben nyilvánul meg, ami abból a hitből fakad, hogy az alapvető fontosságú képességek nélküli emberek másokkal szemben alávetettek.
Fiona Campbell is különbséget tesz az ableism és a disablism között. Ezzel hagyományosan a Disability Studies foglalkozik. A disablism táplálja a megkülönböztetést az épek és a fogyatékosok között. Ez távolítva másnak jelöli meg a fogyatékosokat, és az épek perspektívájából működik.

## Védekezés

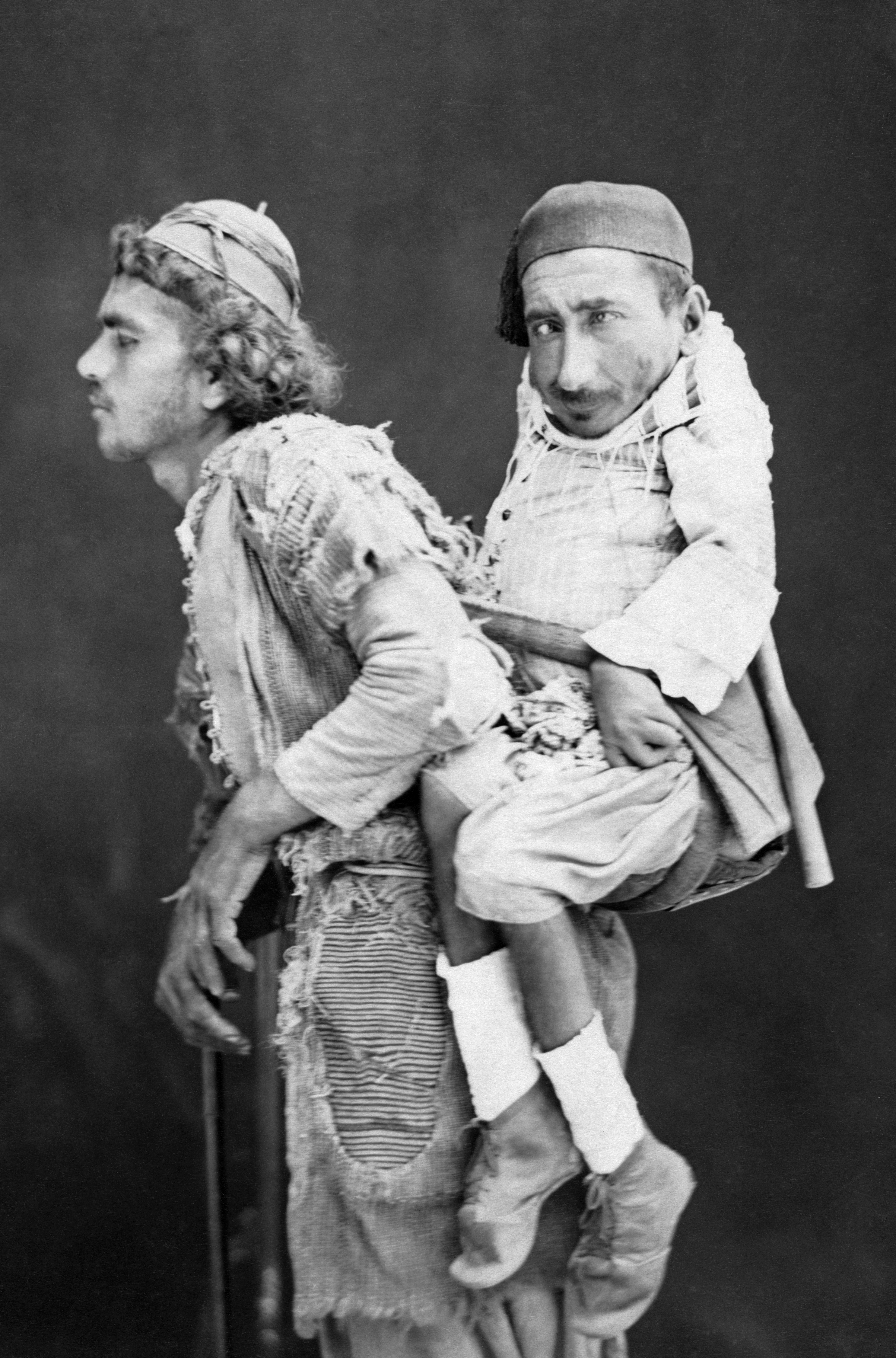
A kölcsönös segítségnyújtás példája: a vak a hátán viszi a bénultat. Ketten együtt nem szorulnak további segítségre

A fogyatékosellenesség alternatívája az egymás kölcsönös tiszteletén alapuló együttélés. A többség nem a fogyatékossággal élők testi hibáira összpontosít, és nem teherként tekint rájuk, hanem olyan embertársnak, aki bizonyos esetekben másként működik. Igaz, hogy néha segítségre sorul, de ez az épekkel is megesik. Tekintetbe veszik, hogy bárki válhat fogyatékossá. A társadalom támogatja, hogy a fogyatékosok önálló életvitelre legyenek képesek, és el tudják tartani magukat.
Ennek egy ábrázolása Christian Fürchtegott Gellert verse a 18. századból. A vak a hátán viszi a bénultat, aki segít neki tájékozódni, és a bénult eljuthat akárhova, ahova a többi ember. Gellert kommentárja szerint ketten együtt képesek arra, amire külön-külön nem. A kölcsönös segítség eredményeként nem szorulnak további segítségre.

### Nyelvi eszközök
A fogyatékosellenesség nyelvileg is kifejeződik sértő szavak, kifejezések használatában, és a nem sértők sértő hangsúllyal történő használatában. Egy megjegyzés vagy szöveg lehet úgy is sértő, hogy egy szava sem mutat sértést. Ennek ellentételezésére létrehoztak olyan szavakat és kifejezéseket, amelyek hangsúlyozottan nem akarnak sértők lenni. Egyes ilyen kifejezések megpróbálják leválasztani a fogyatékosságot az emberről, például: fogyatékkal élő személy. Egyes szervezetek olyan listákat javasolnak, amelyek még az átlagos kifejezéseket is helytelenítik bizonyos helyzetekben, például a fogyatékos állapotok megnevezéseit nem engedik főnévként, csak melléknévként használni, mert az ember nem azonosítható a fogyatékosságával. Például mondhatjuk, hogy vak gyerek, vakon, vagy azt, hogy valaki vak, de ahelyett, hogy egyszerűen azt mondanánk, hogy a vak, azt mondjuk, hogy a vak személy vagy azt, hogy a vak ember. Lásd például a sérültek.hu javaslatát a Fogyatékosság cikkben. A finomkodás ellen több csoport is tiltakozott, például a mozgássérültek vagy az autisták szövetsége.
Más nyelvekben hasonló megoldások léteznek a fogyatékosság leválasztására. Angol nyelvben a személy először a szabály, például autist helyett azt mondják, hogy person with autism, németül a vak ember pl. Mensch mit Blindheit. A magyar megfelelőket ez alapján alkották meg, ami terjengős kifejezéseket és szóismétléseket eredményezett (pl. „autizmussal élő személy”). Durva viták nincsenek, mindenki azt használja, amit jónak tart.
Habár a magyar nyelvben régiesnek hat, a fogyatékosság szó időnként hiányosság, hiba értelemben is használatos, az ép pedig sértetlent is jelent. Ez hasonlóan van más nyelvekben is, a német nyelvben a fogyatékos akadályozott (behindert), spanyolul csökkent értékű (minusvalidos). Angolul a disabled helyett javasolják például a differently abled kifejezést. Azonban senki sem tökéletes, mindenkinek megvannak a maga hibái; ezt el kell ismerni.

### Érdekképviselet
Az 1970-es évektől kezdve megindult a fogyatékosok mozgalma az afroamerikai egyenlőségi mozgalom példájára. Matricákkal és akciókkal hívták fel magukra a figyelmet. Gusti Steiner dortmundi aktivista így írt erről:
„1974 májusában ezzel a háttérrel önsegélyező csoportunk Frankfurtban tartotta első megmozdulását, utakat torlaszoltak el látványosan. Az épített akadályokat közvetlen konfrontációban a Prädikat Behindertenfeindlich felirattal tüntettük ki (állítmány: fogyatékosellenes). Ezzel kritizáltuk hadirokkantak két szervezetét, a szociális hivatalt, a betegkasszát és a frankfurti egészségügyi hivatalt. Másnap Frankfurt központjában kerekesszékes bemutatót rendeztünk, eközben megállítottunk egy villamost. Az egyik kerekesszékes megpróbált felszállni, de nem sikerült neki, mivel a lépcsők és a korlát megakadályozta. Eközben a villamos elé gurultam, és megafonba beszélve elmagyaráztam, hogy a buszokat, villamosokat és metrókat nem a fogyatékosoknak építették.”
Azóta sok szervezet alakult a fogyatékosok képviseletére és érdekvédelmére.

### Jogi út
Jogállamokban van lehetőség arra, hogy magánszemélyek és hatóságok döntéseit jogi úton támadják, ha a fogyatékosok megkülönböztetését észlelik.
Svájcban például a szövetségi bíróság érvénytelenítette egy Zürich kantonbeli önkormányzat döntését, ami azzal utasította el egy Svájcban élő értelmi fogyatékos nő állampolgárság iránti kérelmét, hogy nem képes önmaga gazdasági fenntartására. Az önkormányzat ezzel akarta elkerülni, hogy évi 100 000 frankot kelljen fizetnie a nőnek szociális segélyként. Addig ezt az ellátást egy másik szervezet fizette, ami szövetségi szinten gondoskodott a menekültekről. Zürich kanton bírósága elfogadta az önkormányzat gazdasági érvelését, a szövetségi bíróság azonban diszkriminációként értékelte az ügyet. Az önfenntartásra való képtelenség ürügyén ugyanis a nőnek értelmi fogyatékossága miatt nem lett volna esélye megszerezni az állampolgárságot. Továbbá ha ez volt az állampolgárság megadásának egyetlen akadálya, akkor az emberi méltóságát is megsértették, mivel ez azon múlott, hogy kinek kell fizetnie a szociális segélyt.

## Közvélemény-kutatások
Közvélemény-kutatással kimutatható volt a fogyatékosellenesség Európa egyes részein. Ennek terjedését és erősödését nem támasztják alá adatok. A Die Zeit 2002-ben rámutatott arra, hogy 1969-től 2000-ig nullára csökkent azoknak az aránya, akik az összes Down-szindrómás gyereket intézetben szerették volna elhelyezni. Ezzel párhuzamosan 59%-ról 90%-ra nőtt azoknak az aránya, akik egyénre szabott fejlesztést akartak. 1969-ben csak 18% tartotta helyesnek, hogy a gyerekeket otthon, a szülői házban lássák el, 2000-ben már 90% volt ezen a véleményen. Ha Németországban növekedett volna a fogyatékosellenesség, akkor fel kellene tenni, hogy a válaszadók nem a saját, hanem a társadalmilag elvárt véleményt adták válaszul.

### Wocken 2000
Hans Wocken, a Hamburgi Egyetem gyógypedagógiai intézetének munkatársa 2000-ben elvégezett egy rejtett ellenségességet kimutató közvélemény-kutatást. A kérdések a következők voltak:

- Zavarná, ha a szomszédságába fogyatékosok költöznének, és naponta kellene találkozniuk? (szomszédságkérdés)
- Elutazik, és abban a szállodában, ahol pihen, egy csoport értelmi fogyatékos gyerek is nyaral. Zavarja? (szabadságkérdés)
- Járatná-e gyerekét egy olyan osztályba, ahol fogyatékos gyerekek is vannak? (integrációs kérdés)
- Elfogadná-e, ha gyereke fogyatékosnak születne? (szülőkérdés)
- Ha egy súlyosan fogyatékos gyerek születik, nem lenne-e jobb mindenkinek, ha hagynák meghalni? (eutanáziakérdés)

A szomszédságkérdést csak kevesen válaszolták meg negatívan, míg a válaszadók negyede a szülőkérdésre adott negatív választ. A szuggesztívan megfogalmazott eutanáziakérdéssel 60% értett egyet.

### Eurobarométer 2008
2008 tavaszán az Európai Unió összes tagországában felméréseket végeztek diszkrimináció ügyben. 35% szerint a fogyatékosellenesség elterjedt, és 10% szerint erősen elterjedt az ő országában.
2008-ban a megkérdezettek 67%-a szerint a fogyatékosellenesség kevésbé elterjedt, mint 2003-ban.
Jólérzési skálán (1-10) a fogyatékos szomszéd értékelése 9,1; a fogyatékos vezető politikusé 8,0.
83% az akadálymentesítés mellett van, amelyek speciális intézkedések ahhoz, hogy a fogyatékosok esélyegyenlőséget kapjanak.
Eszerint az Európai Unióban a fogyatékosellenesség nem a legnagyobb diszkriminációs probléma, sőt a többség kifejezetten védi a fogyatékosokat.

### Vállalati teszt Belgiumban
2014-ben Belgiumban Stijn Baert a Ghent Egyetem professzora nagy méretű levelezéses kísérletet végzett. Végzett hallgatók nevében küldött álláspályázatokat 768 helyre, ahol a vak, siket vagy autista pályázók ugyanolyan jól be tudták volna tölteni az állást. A fogyatékos pályázók 48%-kal kevesebb pozitív reakciót kaptak, mint minden más szempontból azonos, de ép társaik.

## Fordítás
Ez a szócikk részben vagy egészben  az   Ableism című német Wikipédia-szócikk fordításán alapul.  Az eredeti cikk szerkesztőit annak laptörténete sorolja fel. Ez a jelzés csupán a megfogalmazás eredetét és a szerzői jogokat jelzi, nem szolgál a cikkben szereplő információk forrásmegjelöléseként.
Ez a szócikk részben vagy egészben  a   Handicapism című német Wikipédia-szócikk fordításán alapul.  Az eredeti cikk szerkesztőit annak laptörténete sorolja fel. Ez a jelzés csupán a megfogalmazás eredetét és a szerzői jogokat jelzi, nem szolgál a cikkben szereplő információk forrásmegjelöléseként.
Ez a szócikk részben vagy egészben  a   Behindertenfeindlichkeit című német Wikipédia-szócikk fordításán alapul.  Az eredeti cikk szerkesztőit annak laptörténete sorolja fel. Ez a jelzés csupán a megfogalmazás eredetét és a szerzői jogokat jelzi, nem szolgál a cikkben szereplő információk forrásmegjelöléseként.
Ez a szócikk részben vagy egészben  az   Ableism című angol Wikipédia-szócikk fordításán alapul.  Az eredeti cikk szerkesztőit annak laptörténete sorolja fel. Ez a jelzés csupán a megfogalmazás eredetét és a szerzői jogokat jelzi, nem szolgál a cikkben szereplő információk forrásmegjelöléseként.